# Bernhard Pamberg
Bernhard Pampel umbenannt in Pamberg (23 septembre 1897 à Dresde - ? 1983 à Ahlen) est un Generalmajor allemand qui a servi au sein de la Heer dans la Wehrmacht pendant la Seconde Guerre mondiale.

## Biographie
Bernhard Pampel est le fils de l'ancien maître d'équipage Friedrich Bernhard Pampel et de son épouse Auguste Pauline, née Grunow. Il s'engage comme volontaire de guerre dans l'armée saxonne le 1er juin 1916, pendant la Première Guerre mondiale. Il rejoint le 178e régiment d'infanterie (de).

## Promotions
| Fahnenjunker          | ? 1916           |
| Fähnrich              | 16 avril 1917    |
| Leutnant sans diplôme | 21 mai 1917      |
| Leutnant              | 1er juin 1917    |
| Oberleutnant          | 1er avril 1925   |
| Hauptmann             | 1er avril 1933   |
| Major                 | 1er août 1936    |
| Oberstleutnant        | 1er février 1939 |
| Generalmajor          | ?                |

## Décorations
- Croix de fer (1914)
  - 2e Classe
  - 1re Classe
- Croix d'honneur
- Agrafe de la Croix de fer (1939)
  - 2e Classe
  - 1re Classe
- Croix du Mérite de guerre
  - 2e Classe avec glaives
  - 1re Classe avec glaives
- Croix allemande en Argent le 20 mars 1943 en tant que Oberstleutnant im Generalstab de l'Oberquartiermeister Armeeoberkommando